# Saint-Dizier-en-Diois
 Saint-Dizier-en-Diois  es una población y comuna francesa, en la región de Ródano-Alpes, departamento de Drôme, en el distrito de Die y cantón de La Motte-Chalancon.

## Demografía
| 68 | 49 | 47 | 47 | 36 | 25 |
| Para los censos de 1962 a 1999 la población legal corresponde a la población sin duplicidades (Fuente: INSEE [Consultar]) |    |    |    |    |    |